# Hana Scharffová
Hana Scharffová je česká televizní redaktorka, která v letech 2005 až 2009 pracovala jako zahraniční zpravodajka České televize v Německu.

## Život
Narodila se ve druhé polovině 70. let 20. století, bydlí v Praze. Vystudovala mezinárodní vztahy na Vysoké škole ekonomické v Praze, dále pak jeden semestr na Universität St. Gallen ve Švýcarsku a německou Humboldt-Universität zu Berlin. Absolvovala také mezinárodní postgraduální program CEMS MIM.
Od roku 2001 pracovala v německé televizní stanici ARD a od roku 2003 v České televizi. V letech 2005 až 2009 byla zahraniční zpravodajkou ČT v Berlíně, pak ji nahradila Eva Pláničková. I nadále je členkou zahraniční redakce ČT.
V roce 2006 získala cenu pro mladé perspektivní novináře do 30 let (Novinářská křepelka za rok 2005).
Od roku 2021 je moderátorkou pořadu Za 5 pět na Radiu Proglas.